# Wickerschwihr
Wickerschwihr är en kommun i departementet Haut-Rhin i regionen Grand Est (tidigare regionen Alsace) i nordöstra Frankrike. Kommunen ligger i kantonen Andolsheim som tillhör arrondissementet Colmar. År 2022 hade Wickerschwihr 720 invånare.

## Befolkningsutveckling
Antalet invånare i kommunen Wickerschwihr
| Referens: INSEE |